# Striophytoecia mystrocnemoides
Striophytoecia mystrocnemoides – gatunek chrząszcza z rodziny kózkowatych i podrodziny zgrzypikowych. Jedyny przedstawiciel rodzaju Striophytoecia.

## Zasięg występowania
Gatunek ten występuje w Afryce Zachodniej i Środkowej, notowany w Wybrzeżu Kości Słoniowej, Kamerunie oraz Demokratycznej Republice Konga.